# 서부로 (합천군)
서부로(Seobu-ro)는 경상남도 합천군 삼가면삼가회전교차로와 봉산면 봉산삼거리 를잇는 도로이다.

## 주요 경유지
경상남도
- 합천군 (삼가면 . 가회면 . 대병면 . 봉산면) - 거창군 (신원면)

## 노선
| 이름           | 접속 노선                       | 소재지 | 소재지 | 비고                     |
| -------------- | ------------------------------- | ------ | ------ | ------------------------ |
| 삼가회전교차로 | 삼가로 용흥길                   | 합천군 | 삼가면 |                          |
| 가수교         |                                 | 합천군 | 삼가면 |                          |
| 금교           |                                 | 합천군 | 삼가면 |                          |
| 두모교         |                                 | 합천군 | 삼가면 |                          |
| 장대삼거리     | 지방도 제1089호선 (신등가회로)  | 합천군 | 가회면 |                          |
| 장대교         |                                 | 합천군 | 가회면 |                          |
| 도탄교         |                                 | 합천군 | 가회면 |                          |
| 양리삼거리     | 지방도 제1026호선 (대병3산단로) | 합천군 | 대병면 | 지방도 제1026호선과 중복 |
| 회양삼거리     | 합천호수로                      | 합천군 | 대병면 | 지방도 제1026호선과 중복 |
| 하금교         |                                 | 합천군 | 대병면 | 지방도 제1026호선과 중복 |
| (이름없음)     | 지방도 제1026호선 (차황대병로)  | 합천군 | 대병면 | 지방도 제1026호선과 중복 |
| 부암교         |                                 | 합천군 | 대병면 |                          |
| 술곡교         |                                 | 합천군 | 봉산면 |                          |
| 수원삼거리     | 국도 제59호선 (신차로)          | 거창군 | 신원면 |                          |
| 돌목재         |                                 | 합천군 | 봉산면 |                          |
| 거안삼거리     | 월행로                          | 합천군 | 봉산면 |                          |
| 봉산교         |                                 | 합천군 | 봉산면 |                          |
| 봉산삼거리     | 국도 제24호선 (영서로)          | 합천군 | 봉산면 |                          |

## 주요 건물 및 시설
- 합천군병목보건진료소 (서부로 2417/유전리 960)
- 농협 (서부로 4308/김봉리 351-2)
- 봉산파출소 (서부로 4337/김봉리 337-8)
- 봉산우체국 (서부로 4351/김봉리 320-3)